# Юнион-колледж
Юнион-колледж (англ. Union College) — частный светский гуманитарный колледж, расположенный в городе Скенектади, штат Нью-Йорк.

## История
Основан в 1795 году. Это одно из старейших высших учебных заведений в США и второе в штате Нью-Йорк (после Колумбийского Университета). После 175 лет как традиционно мужского учреждения, в 1970 году женщины получили право поступления в колледж.
Входит в список группы Малых Плющей, включающей в себя колледжи исторически социального престижа и высоко селективного приёма студентов на северо-востоке США.
Вместе с Университетом Майами (город Оксфорд, штат Огайо) претендует на звание «Матери Братств» (Mother of Fraternities), ведь здесь возник целый ряд братств, самое первое — Каппа Альфа (1825 год), затем Сигма Фи и Дельта Фи (1827 год); все братства Юнион-колледжа называются двумя или тремя буквами греческого алфавита.
Печать колледжа представляет собой изображение римской богини Минервы, окруженное девизом на французском языке "Sous les lois de Minerve nous devenons tous frères et soeurs" (англ. "Under the laws of Minerva, we all become brothers and sisters", рус. "Под законами Минервы, мы все станем братьями и сёстрами").
Помимо гуманитарных наук в Юнион-колледже есть курсы компьютерной техники, электротехники и машиностроения. Около 25 % студентов специализируются на общественных науках, 10 % на психологии, 11 % на технических науках, 10 % на биологии, 9 % на истории. За время обучения около 60 % студентов участвуют в международном обмене.
В Юнион-колледже более 200 преподавателей, обучается свыше 2000 студентов.
С основания в 1795 году было 18 канцлеров (англ. President), дольше всех этот пост занимал Элифалет Нотт (Eliphalet Nott Potter (1871–1884) с 1804 по 1866 год). Действующий канцлер (с 2006 года) — Стивен Эйнли (Stephen Ainlay).
Официальный сайт Юнион-колледжа — www.union.edu.

## Известные выпускники
- Честер Артур, 21-й президент США (1881-1885), 20-й вице-президент США (1881)
- Уильям Сьюард, 24-й госсекретарь США (в администрации президента Линкольна); ранее, сенатор от штата Нью-Йорк и его губернатор
- Джимми Картер, 39-й президент США (курсы по ядерной физике)
- Генри Халлек, генерал-аншеф армий США
- Гордон Гулд
- Соломон Пеннер
- Роберт Чартофф